# 익산 입점리 고분
익산 입점리 고분(益山 笠店里 古墳)는 대한민국 전북특별자치도 익산시 웅포면, 칠목재 구릉 중턱에 있는 백제무덤들이다. 1991년 2월 26일 대한민국의 사적 제347호로 지정되었다.

## 개요
전라북도 익산군 입정리 칠목재 구릉 중턱에 있는 백제무덤들이다.
1986년 이 마을의 한 고등학생이 칡을 캐다가 금동제 모자 등을 발견·신고하여 알게되었다. 긴급발굴을 하여 8기의 무덤을 확인하였는데, 1호를 제외하고는 파손이 심하다.
1호 무덤은 널방(현실)과 널길(연도)을 갖춘 굴식돌방무덤(횡혈식석실묘)이다. 또한 천장은 네 벽을 맞추어 쌓아 올리면서 마지막 4장을 덮은 활천장(궁륭식천장)을 이루었다. 출토된 유물로는 토기류·금동모자와 금귀고리, 유리구슬 등의 장신구류·말갖춤(마구)·철기들로서 백제 중요 유물이 수습되었다.
유물들로 보아 5세기경 만들어진 무덤으로 보이며, 금동제 관모는 일본에서 나온 것과 비슷하여, 당시 백제와 일본간의 문화교류를 짐작하게 한다.

## 같이 보기
- 익산 어래산성 - 전라북도 문화재자료 제173호

## 참고 문헌
- 익산 입점리 고분 - 국가유산청 국가유산포털